# Игуанодони
Игуанодоните (Iguanodon) са род динозаври от семейство Iguanodontidae.
Те са първите описани растителноядни динозаври. Техни вкаменелости са открити в Съсекс, Англия, от Гидеон Мантел – лекар и любител палеонтолог. Игуанодонът е и първият динозавър с проучени навици и начин на живот.
Игуанодонът е имал дълъг нокът на палеца, който първоначално се е смятало че е стоял на носа. Той вероятно е служел за защита от хищниците.